# 広島県道415号草木高光線
広島県道415号草木高光線（ひろしまけんどう415ごう くさぎたかみつせん）は、広島県神石郡神石高原町を通る一般県道である。

## 概要
神石郡神石高原町草木から神石郡神石高原町高光に至る。
起点（神石郡神石高原町草木） - 神石広域農道交点（神石郡神石高原町高光）間は案内標識に「通行困難」と注意書きが付されるほどの狭い山道である。広島県道25号三原東城線の迂回路としても使えない。

### 路線データ
- 起点：神石郡神石高原町草木（広島県道412号牧油木線交点）
- 終点：神石郡神石高原町高光（広島県道25号三原東城線交点）
- 総延長：5.6 km

## 歴史
- 1975年（昭和50年）8月29日 - 広島県告示第743号により認定される。

前身は神石町道。
- 2004年（平成16年）11月5日 - 神石郡の全町村が対等合併して神石郡神石高原町が発足したことに伴い全線が神石郡神石高原町域のみを通る路線になり、併せて起終点の地名表記が変更される。

## 地理

### 通過する自治体
- 神石郡神石高原町

### 交差する道路
| 交差する道路             | 交差する場所 | 交差する場所 |
| ------------------------ | ------------ | ------------ |
| 広島県道412号牧油木線    | 草木         | 起点         |
| 神石地区広域営農団地農道 | 高光         |              |
| 広島県道25号三原東城線   | 高光         | 終点         |

### 沿線
- 高光簡易郵便局